# Rollo Weeks
Rollo Weeks, né le 20 mars 1987 à Chichester dans le Sussex de l'Ouest, est un acteur britannique.

## Biographie
Il est le fils de Robin et Susan Weeks et le frère de Honeysuckle et Perdita Weeks (aussi acteurs). Son nom signifie « célèbre loup », d'après l'un de ses ancêtres normand. Il joue depuis l'âge de deux ans. Il a étudié à la Sylvia Young Theatre School et à la Stowe School. Son premier film est Le Petit Vampire (2000), dirigé par Uli Edel. À l'avenir, Rollo espère être un skateboarder professionnel, un homme d'affaires prospère ou un acteur célèbre.

## Filmographie
- 2012 : Booked Out : Jacob
- 2010 : Mr Nice : Eton Boy
- 2009 : Blood in the Water (téléfilm) : Albert O'Hara
- 2009 : Chéri : Guido, l'amant mineur de Lily
- 2006 : Le Prince des voleurs : Scipio Massimo
- 2004 : The Queens of Sheba's Pearl : Jack Bradley
- 2004 : Georges et le Dragon : Wrynx
- 2003 : La Jeune Fille à la perle : Frans
- 2003 : The Lost Prince (téléfilm) : le prince George jeune
- 2001 : Attila le Hun (téléfilm) : Attila jeune
- 2000 : Le Petit Vampire : Rudolph Sackville-Bagg
- 1995 : Braveheart : un enfant dans la foule